# 后海栈桥
36°03′57″N 120°17′49″E / 36.06583°N 120.29694°E

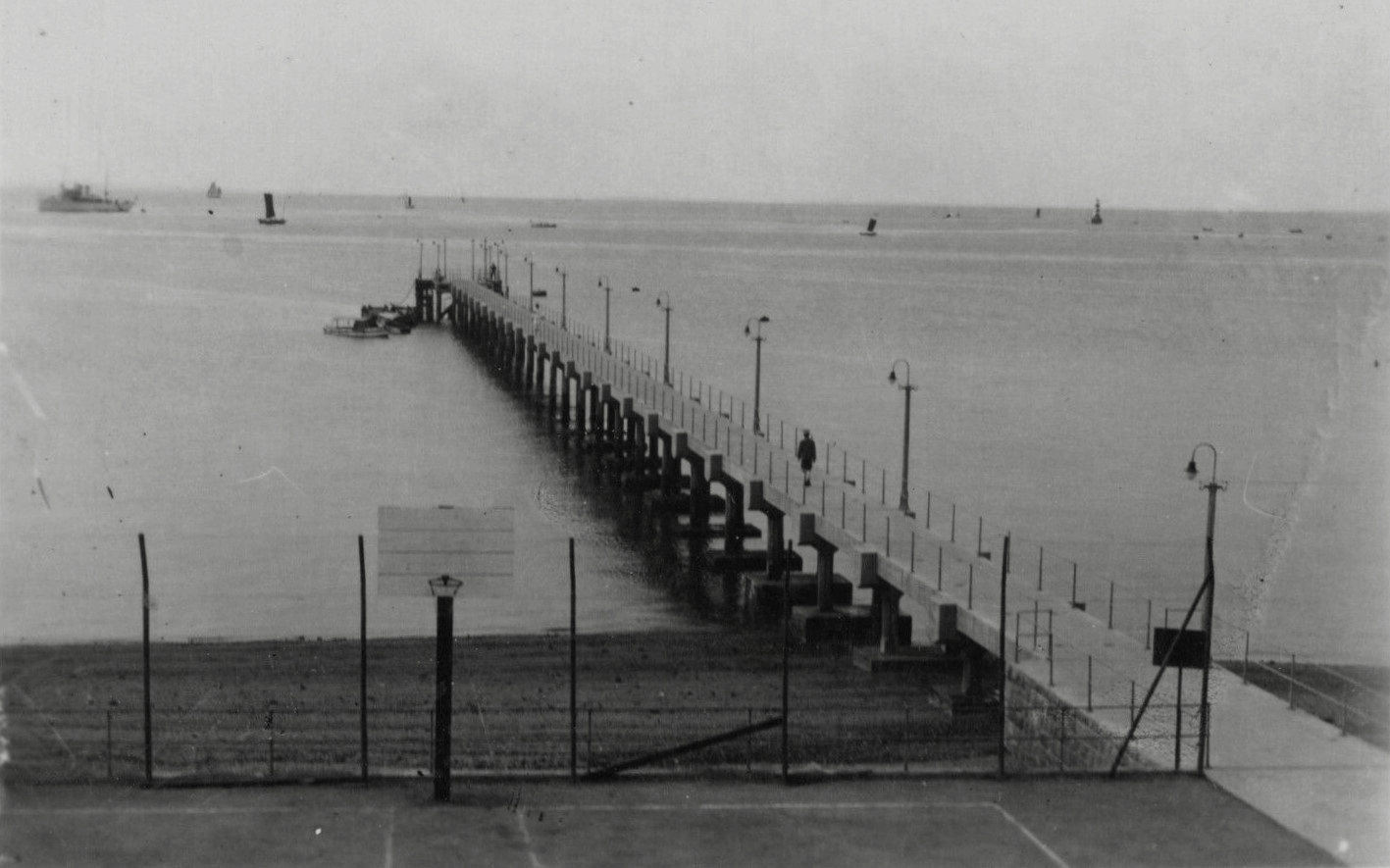
后海栈桥旧影

海军栈桥，通称后海栈桥，或俗称“美国栈桥”，为中国山东省青岛市市南区一处曾经存在的军用码头，原址位于今青岛轮渡站西南侧，建于1934-1935年，1980年代拆除。

## 历史
1930年代常有各国军舰在青岛海域停驻，青岛市港务局为方便各国海军船只靠泊，投资2.5万元在台西镇北侧的四川路海岸新建海军栈桥，由青岛市工务局设计，1934年6月开工，1935年7月14日竣工。同时在一旁建设海军招待所，由建筑师苏夏轩开设的马腾建筑工程司青岛分事务所设计。因栈桥地处后海（青岛老城区居民对城区北侧胶州湾部分海域的称呼），且多有美国海军船只靠泊，该栈桥被附近居民称为“后海栈桥”、“美国栈桥”。
1949年后，后海栈桥不再作为军用码头使用，周边居民常在此钓鱼、游玩，偶尔有渔船停靠。上海海燕电影制片厂摄制、1957年上映的电影《海魂》曾在此取景。海军招待所与招待所前的球场则于1950年代初改为四川路第二小学校舍。1958年“大炼钢铁”时，栈桥栏杆被拆走炼钢。1960年代该区域填海造陆，后海栈桥逐渐被填埋，1980年代建造青岛轮渡站时彻底消失。
1996年，四川路第二小学迁址，后海栈桥海军招待所后来逐渐废弃。2021年1月，海军招待所与紧邻的四川路23号旧居民楼一并拆除。

## 建筑特色
后海栈桥长183.5米，宽2.5米，桥体为钢筋混凝土。
海军招待所楼高2层，平屋顶，钢筋混凝土结构。一层为酒吧、餐厅及厨房、更衣室、厕所等辅助房间，楼梯位于餐厅和酒吧之间。酒吧厅为单层，平面长方形，朝向海岸的两处墙角处理为圆角，屋顶设有藤萝架。二层核心部分由客厅、餐厅及附属房间组成。室外平台以红蓝双色瓷砖铺地，室内走廊、楼梯为水磨石地面，楼梯扶手为铜质。建筑整体外观与现代主义住宅相似，有如一艘准备起航的小船。楼体相互交错，屋顶、檐口高低错落，门窗造型多样、组合丰富，使建筑形象亲切生动。

## 图集
- 电影《海魂》中的后海栈桥
- 后海栈桥及附近卫星影像，1966年，栈桥入口处南侧空地一带为四川路第二小学校舍（含海军招待所旧址及球场），北侧为第六平民住所（“六院”）
- 后海栈桥海军招待所旧影
- 后海栈桥海军招待所，2019年3月